# هیولا (ترانه)
«هیولا» (به انگلیسی: The Monster) نام آهنگی از رپر هیپ هاپ آمریکایی، امینم به همراهی ریانا است. این آهنگ در تاریخ ۲۹ اکتبر ۲۰۱۳ منتشر شد. آهنگ هیولا چهارمین تک‌آهنگ از هشتمین آلبوم استودیویی امینم، مارشال مدرز ال‌پی ۲ است. این آهنگ چهارمین همکاری بین امینم و ریانا می‌باشد.در موزیک ویدیوی این آهنگ به کارگردانی ریچ لی کلیپ های این اسم منه و خودتو غرق کن و این راه منه از آثار قبلی امینم بازسازی شده است‌. همچنین ویدیوی اجرای زنده ترانه استن به همراه  التون جان  در مراسم گرمی ۲۰۰۱ بازسازی شده است.

## تاریخ انتشار
| کشور         | تاریخ انتشار   | فرمت                        | شرکت سازنده                       |
| ------------ | -------------- | --------------------------- | --------------------------------- |
| فرانسه       | ۲۹ اکتبر ۲۰۱۳  | Digital download            | افترمث، اینتراسکوپ، شیدی رکوردز   |
| آلمان        | ۲۹ اکتبر ۲۰۱۳  | Digital download            | افترمث، اینتراسکوپ، شیدی رکوردز   |
| ایتالیا      | ۲۹ اکتبر ۲۰۱۳  | Digital download            | افترمث، اینتراسکوپ، شیدی رکوردز   |
| اسپانیا      | ۲۹ اکتبر ۲۰۱۳  | Digital download            | افترمث، اینتراسکوپ، شیدی رکوردز   |
| بریتانیا     | ۲۹ اکتبر ۲۰۱۳  | Digital download            | افترمث، اینتراسکوپ، شیدی رکوردز   |
| ایالات متحده | ۲۹ اکتبر ۲۰۱۳  | Digital download            | افترمث، اینتراسکوپ، شیدی رکوردز   |
| ایتالیا      | ۲۹ اکتبر ۲۰۱۳  | Contemporary hit radio      | Universal                         |
| بریتانیا     | ۳۰ اکتبر ۲۰۱۳  | Contemporary hit radio      | افترمث، اینتراسکوپ، شیدی رکوردز\| |
| بریتانیا     | ۳۱ اکتبر ۲۰۱۳  | Urban contemporary radio    | افترمث، اینتراسکوپ، شیدی رکوردز\| |
| ایالات متحده | ۵ نوامبر ۲۰۱۳  | Contemporary hit radio      | افترمث، اینتراسکوپ، شیدی رکوردز\| |
| ایالات متحده | ۵ نوامبر ۲۰۱۳  | Rhythmic contemporary radio | افترمث، اینتراسکوپ، شیدی رکوردز\| |
| ایالات متحده | ۱۱ نوامبر ۲۰۱۳ | Urban contemporary radio    | افترمث، اینتراسکوپ، شیدی رکوردز\| |